# Стефан Спировски
Стефан Спировски (на македонска литературна норма: Стефан Спировски) е футболист от Северна Македония, който играе като полузащитник за АЕК Ларнака.

## Кариера
Спировски е роден в Битоля, СР Македония. Играе за ФК Пелистер в Първа македонска футболна лига между 2007 и 2009 г. Подписва с Борац Чачак през зимната пауза на сезон 2009/10 и играе редовно с Борац в следващите две години и половина. В края на сезон 2011/12 Борац неочаквано изпада в сръбската първа лига и през август 2012 г. е даден под наем на македонския Работнички. През 2014 г. се присъединява към Берое (Стара Загора). През януари 2015 г. Вардар го купува от Берое.
На 6 септември 2019 г. подписва с Апоел Тел Авив. След само сезон, преминава в кипърския АЕК Ларнака.

## Успехи

### Отборни
Вардар
- Първа македонска футболна лига: 2014/15, 2015/16, 2016/17
- Суперкупа на Македония: 2015

### Индивидуални
- Футболист на сезона: 2016/17